# كوماند أند كنكر: جينرالز
كوماند أند كنكر: جينرالز (بالإنجليزية: Command & Conquer: Generals) هي لعبة فيديو استراتيجية لحظية وسابع لعبة من سلسلة كوماند أند كنكر. أُطلِقت على أجهزة الحاسوب لنظامي تشغيل مايكروسوفت ويندوز وماك في 2003 و2004، تحت إنتاج شركة إلكترونيك آرتس (بالإنجليزية: EA games).

## الحبكة
هناك ثلاث أنواع من الجيوش تعتبر هي الأساس:
- الجيش الأمريكي: وهو جيش متقدم جداً ومتطور وقوي من حيث الهجوم وتدريع قواته وبطيئ قليلاً من حيث السرعة في إخراج القوات لكن التطويرات التي تحصل عليها من خانة التطويرات قوية جداً وفعالة وهو ممتاز في الكشف عن المناطق والاعداء المخفيين يملك طائرات قوية الهجوم لكن غالية الثمن، من نقاط ضعفه المال فالبناء وإخراج القوات يتطلب الكثير من المال وأيضا الكهرباء فحاجتك إليها تزداد بازدياد توسع البناء، ويتميز باستخدامه لليزر بصورة عامة.
- الجيش الصيني: هو جيش جيد التطور لكن ليس بمستوى الجيش الأمريكي قوي من حيث الهجوم ودفاعه يتميز بمدفعية والدبابات اقوي من غيره، قوي لكن مكلف، تدريع القوات ضعيف، خاصية العلاج لديهم مفيدة جداً وسرعة الحصول على المال شيء جميل، طائراتهم فعالة لكن أنواعها قليلة، المشكلة هي في تدريع قواته فهي ضعيفة ولكن هجومها قوي، التطويرات التي تحصل عليها من خانة الترقية أغلبها مفيدة ولكن تحتاج إلى الوقت المناسب لكي تستخدمها، الكهرباء لديهم ليست نقطة ضعف لكنها تؤثر على اللاعب، وهو جيش ضعيف من ناحية كشف الاعداء المخفيين، ويتميز باستخدامه للمواد النووية بصورة عامة.
- جيش التحرير العالمي: وهو الجيش الاقل تطورا بين الجيوش كل حركة تقوم بها مثل الهجوم، الدفاع، الاحتلال تعتمد على الخداع والمناورة والخطط الحربية، وأهم الامور التي يجب الاهتمام بها هي (السرعة) فهذا الجيش هو الاسرع من حيث البناء وإخراج القوات وسرعة التنقل رائعة لديهم، وقواتهم رخيصة جدا وأيضا لايحتاجون إلى الكهرباء، هذه كلها مزايا هذا الجيش لكن نقطة ضعفهم الكبيرة هي الوقت حيث ان هذا الجيش قواته ضعيفة التدريع ويعتمد على العدد فكلما زاد الوقت كلما ضعف الجيش وازدادت قوة الجيوش الأخرى فيجب أن يكون اللاعب خبيرا بهذا الجيش ليتغلب على الجيوش القوية جدا، يتميز باستخدامه المواد الجرثومية والتخفي بصورة عامة.

## أنماط اللعب
في هذه اللعبة هناك ثلاث انماط من اللعب هي:
- نمط الحملات: وفيه تتابع مسيرة الجيش الذي تختاره من (USA، China، GLA) بعد اختيار مستوى الصعوبة وتساعدهم عن طريق قيادتك للجيش لتصبح أنت الجينيرال وتصل بهم إلى هدفهم الاسمى.
- نمط المصادمات (Skirmish): وفيه تقوم أنت بتكوين اللعبة حيث يتيح لك هذا النمط اختيار جيشك وعدد الاعداء الذي يتحكم بهم الذكاء الاصطناعي للحاسوب ومستوى الصعوبة للاعداء وأنواع جيوش الاعداء وتكوين فريقك وفريق الاعداء واختيار الألوان للجيوش وأيضا الخريطة التي ستلعب بها وأماكن الجيوش على الخريطة (أعلى عدد جيوش مسموح به هو 8 جيوش).
- نمط التحدي: ، وفيه تختار نوع جيشك ومستوى صعوبة اللعبة ويبدا الحاسوب باعطائك سلسلة من الجيوش واحدا تلو الآخر لتتحداهم وتصل إلى المستوى الأعلى، وهنا كما العادة تبدا البناء من البداية لكن الاعداء في هذه اللعبة لديهم قاعدة واسعة متكاملة، هنا تكمن الصعوبة فالحاسوب يعطيك مدة معينة لكي يهجم عليك وهي وحدها تعطيك المجال للبناء، في النهاية بعد اجتياز 7 من الجيوش يظهر لك جيش قوي جدا لا تستطيع ان تختاره للعب به ليتحداك.

كما أنك تستطيع اللعب مع الاشخاص الاخرين عن طريق شبكة الحواسيب (Network) أو عن طريق الانترنيت (Online).

## سمات اللعب
يبدأ اللعب بالبناء بناء محطات طاقة كهربائية، مصانع حربية ومطارات ونحوه، وأثناء اللعب والالتحام مع العدو يتم ترقية اللاعب إلى رتبة جنيرال ذو نجمة واحدة ومن ثم ثلاث نجوم ومن ثم خمس نجوم وكل ترقية تعني ميزات اضافية مساعدة.